# Свобода (област Пазарджик)
Вижте пояснителната страница за други значения на Свобода.
Свобода е село в Южна България. То се намира в община Стрелча, област Пазарджик.

## География
Етническият състав е изцяло от българи.

## История
Старото име на селото е Кепелии. През 1934 година е преименувано с министерска заповед на Цар Борис, а със сегашното си име селото е преименувано отново през 1947 година.

## Културни и природни забележителности
Всяка година първата събота на месец септември в село Свобода се провежда традиционен фолклорен събор.